# Noyers-Pont-Maugis
Noyers-Pont-Maugis è un comune francese di 746 abitanti situato nel dipartimento delle Ardenne nella regione del Grand Est.

## Società

### Evoluzione demografica
Abitanti censiti